# バルテス・ホールディングス
バルテス・ホールディングス株式会社（英: VALTES HOLDINGS CO.,LTD）は、東京都千代田区にに本社を置く日本の企業。
ソフトウェアの品質に関わるサービスを提供するソフトウェアテスト専門企業バルテス株式会社などを子会社に持つ持株会社である。

## 概要
ソフトウェア開発会社の代表取締役だった田中真史が2004年に大阪でバルテス株式会社を設立。「品質向上のトータルサポート企業」を経営方針に掲げており、社名は「VALue created through TESting」（テストによる価値創造） に由来している。テスト業務はソフトウェアを開発する上で重要な役割があるにもかかわらず、プロが育ちにくい状況だったことに着目し、テスト業務専門の会社を立ち上げてプロを育成しようとしたことが創業のきっかけ。2023年10月1日に持株会社体制へ移行。

## 沿革
バルテスの沿革は以下の通りである。
- 2004年
  - 4月：バルテス株式会社設立（資本金3,000万円）本社：大阪市中央区安土町[3]
  - 7月：一般労働者派遣事業許可取得（般 27-300069）
- 2005年
  - 8月：大阪商工会議所の有望ベンチャー支援企業「大商EVEシステム」に選定される
- 2006年
  - 1月：東京オフィス開設
  - 3月：大阪テストセンター開設
  - 8月：横浜テストセンター開設
  - 10月：本社移転
- 2007年
  - 4月：資本金8000万円に増資
  - 5月：名古屋オフィス兼テストセンター開設
  - 6月：本社移転
  - 9月：資本金1億3000万円に増資
  - 10月：平成19年度 通信・放送新規事業助成金案件として、「データ放送コンテンツテストシステムの開発」が認定を受ける（独立行政法人情報通信研究機構）
  - 11月：東京本部（東京都新宿区）開設
- 2008年
  - 8月：平成20年度 先進技術型研究開発助成金案件として、「コンテンツ認識による放送検証システムの研究開発」が認定を受ける（独立行政法人情報通信研究機構）
  - 8月：資本金1億4500万円に増資
  - 10月：第6回『デロイト トウシュ トーマツ 日本テクノロジー Fast50』 第11位 受賞
  - 10月：NBK【（社）関西ニュービジネス協議会会長賞】 大賞受賞
  - 12月：第7回『デロイト トウシュ トーマツ アジア太平洋地域テクノロジー Fast500』 第131位 受賞
  - 12月：情報セキュリティマネジメントシステム「ISO27001」認証取得
- 2009年
  - 7月：東京本部及び横浜テストセンターを統合
- 2010年
  - 11月：資本金9000万円に減資
- 2012年
  - 1月：ソフトウェアテストの教科書 品質を決定づけるテスト工程の基本と実践（SBクリエイティブ）を出版
  - 5月：ソフトウェア品質向上プラットフォーム「Qbook」を公開
  - 10月：バルテス・モバイルテクノロジー株式会社 設立
- 2013年
  - 1月：福岡オフィス開設
- 2014年
  - 2月：VALTES Advanced Technology, Inc. をフィリピンに設立
- 2015年
  - 5月：有料職業紹介事業認可取得（27-ユ-301805）
  - 5月：2015年スティービー・アジア・パシフィック賞 ブロンズを受賞
  - 10月：Pepperパートナープログラム 「ロボアプリパートナー」に認定
  - 12月：ISTQBパートナープログラム 「Platinum Partner」に認定
- 2016年
  - 6月：事業拡大に伴い福岡オフィスを移転
- 2017年
  - 5月：事業拡大に伴い東京本部を移転
  - 11月：東京本部を東京本社に改称し、二本社制へ移行
  - 12月：ISTQBパートナープログラム 「Global Partner」に認定
- 2018年
  - 1月：ベストベンチャー100に選出
  - 4月：事業拡大に伴い東京第2テストセンターを開設
  - 6月：MIJSコンソーシアムに加入
  - 9月：事業拡大に伴い大阪本社を移転
- 2019年
  - 5月：東京証券取引所マザーズへ上場[4]
  - 5月：事業拡大に伴い東京第3テストセンターを開設
  - 8月：事業拡大に伴い福岡オフィスを移転
- 2020年
  - 8月：事業拡大の為「株式会社アール・エス・アール」を子会社化[5]
  - 9月：ISO/IEC/IEEE 29119 ソフトウェアテスト規格の教科書（バルテス）を翻訳・出版
  - 12月：第18回『デロイト トウシュ トーマツ 日本テクノロジー Fast50』第28位 受賞
- 2021年
  - 4月：『デロイト 2020年 アジア太平洋地域テクノロジー Fast 500』第435位 受賞[6]
  - 11月：テスト自動化ツール『T-DASH』OPENβ版 提供開始[7]
  - 12月：第19回『デロイト トウシュ トーマツ 日本テクノロジー Fast50』第46位 受賞[8]
- 2022年
  - 2月：テスト自動化ツール「T-DASH」正式版を提供開始[9]
  - 3月：クラウド型WAF「PrimeWAF」を提供開始[10]
  - 4月：事業拡大の為「株式会社ミント」を子会社化[11]
  - 4月：東京証券取引所における市場区分再編に伴い、グロース市場に移行
  - 8月：クラウド上でモバイル端末の実機を操作できる「AnyTest」を提供開始[12]
- 2023年
  - 2月：事業拡大に伴い東京本社を移転
  - 4月：テスト管理ツール「QuarityTracker」を提供開始[13]
  - 4月：事業拡大の為「株式会社シンフォー」を子会社化
  - 6月：事業拡大に伴い名古屋オフィス移転
  - 10月：「バルテス株式会社」は、会社分割による持株会社体制へ移行、「バルテス・ホールディングス株式会社」に商号変更。ソフトウェアテストサービスなどの事業内容を「バルテス分割準備株式会社」が承継し、「バルテス株式会社」に商号変更。
  - 11月：フェアネスコンサルティング株式会社の株式を取得し子会社化
- 2024年
  - 11月：タビュラ株式会社の株式を取得し子会社化

## 製品・サービス
- Qbook（キューブック）
- バルカレ
- バルデミー[14]
- T-DASH（ティーダッシュ）
- QualityTracker（クオリティートラッカー）
- PrimeWAF（プライムワフ）
- Qumias Plus（クミアスプラス）
- AnyTest（エニーテスト）
- QUINTEE（クインティー）

## 拠点

### 国内拠点
- 大阪本社（〒550-0011 大阪市西区阿波座1-3-15 関電不動産西本町ビル8F）
- 東京本社（〒102-0083 東京都千代田区麹町1-6-4 住友不動産半蔵門駅前ビル11F）
- 東京第2テストセンター（〒102-0083 東京都千代田区麹町1-10 麹町広洋ビル3F）
- 東京第3テストセンター（〒102-0083 東京都千代田区麹町1-10-5 澤田麹町ビル5F）
- 名古屋オフィス（〒460-0002 名古屋市中区丸の内3-20-17 KDX桜通ビル14F）
- 福岡オフィス（〒810-0001 福岡市博多区博多駅前2-17-26 大野ビル6F）

### 海外拠点
- フィリピンオフィス（VALTES Advanced Technology: Unit 2A Trafalgar Plaza, H.V. dela Costa Street, Salcedo Village, 1227 Makati City, Philippines）

## 関連グループ企業
- バルテス株式会社 - ソフトウェアテスト、品質コンサルティング、ソフトウェア品質教育、セキュリティ・脆弱性診断
- バルテス・イノベーションズ株式会社 -アプリケーション開発、Webシステム開発、Webセキュリティサービス、コンサルティング事業、　システムソリューション事業
- VALTES Advanced Technology（フィリピン）- オフショアテスト、オフショア開発
- 株式会社アール・エス・アール - クラウドベースのツール開発、リバーススエンジニアリング、運用管理・システムサポート
- 株式会社ミント - 基幹システム開発・保守、ITコンサルティング
- 株式会社シンフォー - ソフトウェア開発、システム保守、パッケージ開発
- タビュラ株式会社 - デザイン事業